# باقرآباد (بخش مرکزی کازرون)
باقرآباد یک منطقهٔ مسکونی در ایران است که در استان فارس واقع شده‌است. باقرآباد ۵۱۹ نفر جمعیت دارد.